# District de Cassel
Pour les articles homonymes, voir Cassel.
Le district de Cassel (en allemand Regierungsbezirk Kassel) est une des trois circonscriptions allemandes (Regierungsbezirke) du land de Hesse.
Son chef-lieu est Cassel.
Le district correspond à la région de l'Hesse du nord (en allemand Nordhessen).

## Arrondissements (Landkreise)etVilles-arrondissements

### Arrondissements (Landkreise)
(du nord au sud):
- Arrondissement de Cassel
- Arrondissement de Werra-Meissner
- Arrondissement de Waldeck-Frankenberg
- Arrondissement de Schwalm-Eder
- Arrondissement de Hersfeld-Rotenburg
- Arrondissement de Fulda

### Anciens arrondissements (avant 1973)
- Arrondissement de Cassel
- Arrondissement du comté de Schaumbourg (de) (jusqu'en 1932, intégré au district de Hanovre (de), anciennement arrondissement de Rinteln (de) jusqu'en 1905)
- Arrondissement de l'Eder (de) (1929-1942, intégré à l'arrondissement de Waldeck (de))
- Arrondissement de l'Eisenberg (de) (1929-1942, intégré à l'arrondissement de Waldeck (de))
- Arrondissement d'Eschwege (de)
- Arrondissement de Frankenberg (de)
- Arrondissement de Fritzlar (de) (jusqu'en 1932, intégré à l'arrondissement de Fritzlar-Homberg (de))
- Arrondissement de Fritzlar-Homberg (de) (à partir de 1932)
- Arrondissement de Fulda
- Arrondissement de Gelnhausen (de)
- Arrondissement de Gersfeld (jusqu'en 1932, intégré à l'arrondissement de Fulda)
- Arrondissement d'Hanau (de)
- Arrondissement d'Hersfeld (de)
- Arrondissement d'Hofgeismar
- Arrondissement d'Homberg (de) (jusqu'en 1932, intégré à l'arrondissement de Fritzlar-Homberg (de))
- Arrondissement d'Hünfeld
- Arrondissement de Kirchhain (jusqu'en 1932, intégré à l'arrondissement de Marbourg (de))
- Arrondissement de Marbourg (de)
- Arrondissement de Melsungen (de)
- Arrondissement de Rotenburg-sur-la-Fulda (de)
- Arrondissement de Schlüchtern
- Arrondissement de la seigneurie de Schmalkalden (jusqu'en 1944, intégré au district d'Erfurt, anciennement arrondissement de Schmalkalden jusqu'en 1907)
- Arrondissement de la Twiste (de) (1929-1942, intégré à l'arrondissement de Waldeck (de))
- arrondissement de Waldeck (de) (à partir de 1942)
- Arrondissement de Witzenhausen (de)
- Arrondissement de Wolfhagen (de)
- Arrondissement de Ziegenhain

### Villes-arrondissements
- Cassel

### Autre ville à statut particulier
- Fulda

## Présidents du districts

### Province de Hesse-Nassau
- 1867–1872: Eduard von Moeller
- 1872–1876: Ludwig von Bodelschwingh (de)
- 1876–1881: August von Ende
- 1881–1886: Botho zu Eulenburg
- 1886–1887: Eduard von Magdeburg (de)
- 1887–1893: Anton Rothe (de)
- 1893–1899: Max Clairon d'Haussonville
- 1899–1905: August von Trott zu Solz
- 1905–1919: Percy von Bernstorff (de)
- 1919–1926: Gustav Springorum (de)
- 1926–1927: Otto Stoelzel (de)
- 1927–1933: Ferdinand Friedensburg
- 1933–1944: Konrad von Monbart (de)

### Province de Hesse
- 1944–1945: Ernst Beckmann (de)

### Land de Hesse
- 1945–1962: Fritz Hoch (de)
- 1962–1975: Alfred Schneider (de)
- 1975–1979: Burghard Vilmar (de)
- 1979–1984: Heinz Fröbel (de)
- 1984–1987: Burghard Vilmar
- 1987–1991: Ernst Wilke (de)
- 1991–1993: Ilse Stiewitt (de)
- 1993–1996: Inge Friedrich (de)
- 1996–1999: Bertram Hilgen (de)
- 1999–2003: Oda Scheibelhuber (de)
- 2003–2009: Lutz Klein (de)
- 2009[1]–2019: Walter Lübcke
- depuis 2019: Hermann-Josef Klüber (de)[2]